# VIRT

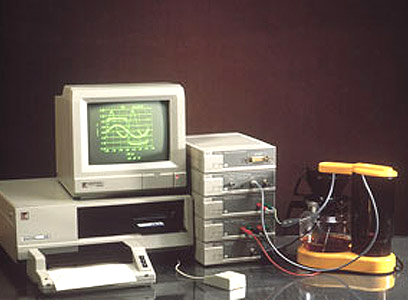
System pomiarowy VIRT

VIRT – wirtualny system pomiarowy współpracujący z komputerem personalnym PC, opracowany wspólnie przez Instytut Podstaw Elektroniki Politechniki Warszawskiej oraz Instytut Maszyn Matematycznych i w tym Instytucie wyprodukowany w krótkiej serii. VIRT w połączeniu z jednostką sterującą Mazovia 1016 tworzył w pełni funkcjonalny, automatyczny system pomiarowy wielkości elektrycznych i, za pomocą czujników, niektórych wielkości nieelektrycznych. Był to system 10 paneli pomiarowych (m.in. woltomierz, oscyloskop cyfrowy, generator sygnałów) współpracujących na szynie IEC-625 z komputerem osobistym. System został opracowany i wdrożony do produkcji w latach 1985–1989 z przeznaczeniem na eksport do ZSRR. W związku ze zmianami ustrojowymi i rozpadem kraju docelowego produkcja systemu VIRT została zaniechana.
Na bazie systemu VIRT opracowano w IMM jeszcze wersję VIRT2 w postaci pakietów współpracujących z mikrokomputerem typu IBM PC bezpośrednio na jego szynie. Z produkcji ostatecznie wycofano się w drugiej połowie lat 90. XX wieku.